# Frenetik
Frenetik de son vrai nom David Elikya Nkumu Kalala, né le 16 décembre 1998 à Evere, est un rappeur et chanteur belge d'origine kino-congolaise. Son nom de scène est inspiré du mot frénétique. Il est sous contrat avec le label Epic Records France, qui fait partie de Sony Music France.

## Biographie

### Enfance et débuts
David Elikya Nkumu Kalala naît à Evere le 16 décembre 1998, il grandit Bruxelles, où il a enregistré ses premières chansons dans un petit studio d'enregistrement en 2015. Il s'inspire pour sa musique d'artistes hip-hop américains tels que Tupac Shakur et The Notorious B.I.G. et d'artistes francophones tels que Gandhi, Lino, Youssoupha et Kery James. En 2019, il sort son premier single Trou Noir. Cette même année, Frenetik parvient à se produire professionnellement pour la première fois à la Tour à Plomb, un centre culturel à Bruxelles,.

### Carrière

#### BrouillonetCouleurs du jeu(2020-2021)
Son premier EP intitulé Brouillon est sorti en 2020. Cette même année, il collabore avec le rappeur bruxellois Zwangere Guy sur la chanson Ici c BX, combinant rap néerlandophone et francophone.
Il apparait également sur la plateforme berlinoise Colors, où il a interprété la chanson Infrarouge en collaboration avec le producteur belge Chuki Beats.
En 2021, sort son premier album intitulé Couleurs du jeu pour unique collaboration Sofiane Pamart,,. En premier semaine il vend 2167 copies de son projet. Le 25 juin 2021, il revient avec sa réédition Jeu de couleur dans laquelle on retrouve des artistes comme Jul, ZKR, Gazo ou encore Josman.

#### Elikya (Mouvement historique #5)etRose noire(2022)
Le 8 avril 2022, il sort son EP de cinq titres intitulé Elikya (Mouvement historique #5).
Le 23 septembre 2022, Frenetik dévoile Rose Noire, une mixtape de quinze titres sans featurings, travaillée avec la rigueur d’un album. Avec ce projet, le rappeur bruxellois poursuit sa trajectoire artistique en affirmant une direction plus personnelle et introspective. Il y mêle un éventail d’influences musicales, allant du rap old school au style drill, illustrant ainsi sa capacité à manier différents registres tout en conservant une cohérence artistique marquée.
Frenetik présente Rose Noire comme un retour à l’essence de ce qui constitue son identité musicale. Après avoir expérimenté diverses sonorités sur ses projets précédents, notamment Brouillon et Jeu de couleurs, il confie avoir ressenti le besoin de « revenir au Frenetik que j’ai toujours été ». L’écriture, la colère, mais aussi une volonté d’ouverture artistique structurent un projet qu’il qualifie lui-même de « bilan » de ces dernières années.

## Discographie

### Apparitions
2020 : 
- twinsmatic avec Box & Frenetik - Ville
- Geeeko - Rooftop (sur l'album Irréel)
- Zwangere Guy - ICI C BX (sur l'album BRUTXXL)

2021 :
- 404Billy - 33% (Chargeur Vide)
- Kilos de beuh - Koba LaD avec Frenetik et Gianni (sur l'album Cartel : volume 1)
- Chuki Beats avec YG Pablo, Frenetik & Geeeko - Couvre feu (sur l'album Insideout)
- Nahir - Paris-BX
- Amin - Trop d'ennemis
- Gianni - En bas (sur l'album Chrono)
- Yanso - Bx Capital 4
- Sam's - La table des patrons

2022 : 
- Rimkus - Débrouillard (sur l'album Boîte Noire)
- Gutti - M3 (sur l'album New State 2)
- Binks Beats - Nuits blanches

2023 :
- Kozi - Yohji Yamamoto (sur l'album VDA)
- Fresh - Célèbre (sur l'album À l'abri (Réédition)
- Richie Beats - L.V (sur l'album Oh My God Vol.1)
- Geeeko - Hustler (sur l'album Peine 333)
- E17 avec Yanso & Frenetik - R.bx (sur l'album E17)

2024 :
- Udefya - Jacques Brel